# Droits LGBT au Soudan

Localisation du Soudan.

Les personnes lesbiennes, gays, bisexuelles et transgenres (LGBT) au Soudan font face à des difficultés légales que ne connaissent pas les résidents non-LGBT.

## Lois
L'homosexualité est illégale au Soudan. 
Jusqu'en 2020, le système judiciaire était fondé sur la charia et selon l'article 148, la peine capitale s'appliquait si le délit était répété pour la quatrième fois pour les femmes, et dès la première fois pour les hommes. Avant la peine de mort, cent coups de fouet punissaient les femmes non mariées qui ont eu des relations sexuelles. 
Pour les hommes homosexuels, la peine de mort s'appliquait dès le premier rapport incriminé. 
Pour les femmes homosexuelles, les trois premières accusations d'homosexualité étaient punies de cent coups de fouet, et le quatrième délit est puni de mort.
Depuis juillet 2020, les peines de mort et de fouet ont été abandonnées. L'homosexualité reste cependant un crime, et pour une première infraction la peine peut aller jusqu'à cinq ans d'emprisonnement, sept ans en cas de récidive.

## Condamnations
Le 4 août 2010, un juge de la cour d'Omdourman a condamné dix-neuf jeunes hommes au fouet et à une forte amende pour s'être maquillés et avoir porté des vêtements féminins.